# Grifo (carolíngio)
Grifo ou Gripo (v. 726-753) é um príncipe carolíngio, filho de Carlos Martel - prefeito do palácio da Austrásia, da Nêustria e da Borgonha e duque dos francos - e da sua segunda esposa, a princesa bávara Suanaquilda.

## Biografia
Quando Grifo nasceu por volta de 726, seu pai, Carlos Martel, é o prefeito dos reinos francos, e será coberto de glória seis anos mais tarde, derrotando os árabes em Poitiers. A sua mãe, que acaba de se casar, é Suanaquilda, uma princesa agilolfinga, uma parente próximo de Hugoberto e Tasilão II, Duque da Baviera. Ele tem dois meio-irmãos mais velhos, Pepino e Carlomano, nascidos de Rotruda, a primeira esposa de Carlos Martel.
Embora Carlos Martel tenha planeado legar o cargo do mordomo do palácio aos seus dois filhos mais velhos, Suanaquilda persegue o seu marido para que Grifo tivesse uma parte, de modo a que Carlos aceite no fim de sua vida uma partilha em três partes. Após a morte de seu pai, Grifo é rejeitado pelos seus dois meio-irmãos então a partilha é feita em Vieux Poitiers (perto de Poitiers) em 742. Não obtendo os territórios, a sua mãe o incentiva à rebelião, dando-lhe a esperança de ter todo o reino. Ele se refugia na cidade fortificada de Laon e declara a guerra a seus irmãos. Estes mobilizaram rapidamente um exército e após realizarem o cerco de Laon, obtiveram a submissão de Grifo.
Grifo é internado em Novum Castellum e sua mãe Suanaquilda é encerrada na abadia de Chelles em Seine-et-Marne onde ela fica prisioneira em vida. Em 747, Carlomano retira-se num mosteiro e Pepino liberta Grifo, que se refugia em Saxe, na Baviera, casa de seu tio Odilão. À morte deste último, Grifo torna-se duque da Baviera, em detrimento de Tassilão, o filho de Odilão de sete anos. Pepino, irmão de Hiltruda, a mãe de Tassilão, restabelece ao seu sobrinho os seus direitos e, evita a guerra, dando a Grifo Le Mans e vários condados neustrianos o qual talvez o condado de Paris.
Desde que Pepino começou a reverter Quilderico III, o último merovíngio, para subir ao trono, Grifo recomeça a luta contra Pepino. Ele recusa a Pepino o acesso ao Maine e se alia com os Bretões e com Vaifro, duque da Aquitânia. Após dois anos de combate, Grifo é forçado a deixar o Oeste do reino, decidido a render-se em Itália a fim de se juntar ao rei dos Lombardos Astolfo, o mais poderoso adversário de seu irmão. Mas atravessando os Alpes, Grifo encontra a morte em 753, morto por homens de Pepino em Saint-Jean-de-Maurienne em Saboia.